# Vexillon
Vexillon je jedno ze čtyř vexilologických ocenění Mezinárodní federace vexilologických společností (Fédération Internationale des Associations Vexillologiques, FIAV). Je udělovaný od roku 1989 na mezinárodních vexilologických kongresech za největší přínos pro tuto pomocnou vědu historickou během dvou uplynulých let. Ocenění je sponzorováno australskou vexilologickou společností Flag Society of Australia.

## Vyznamenaní

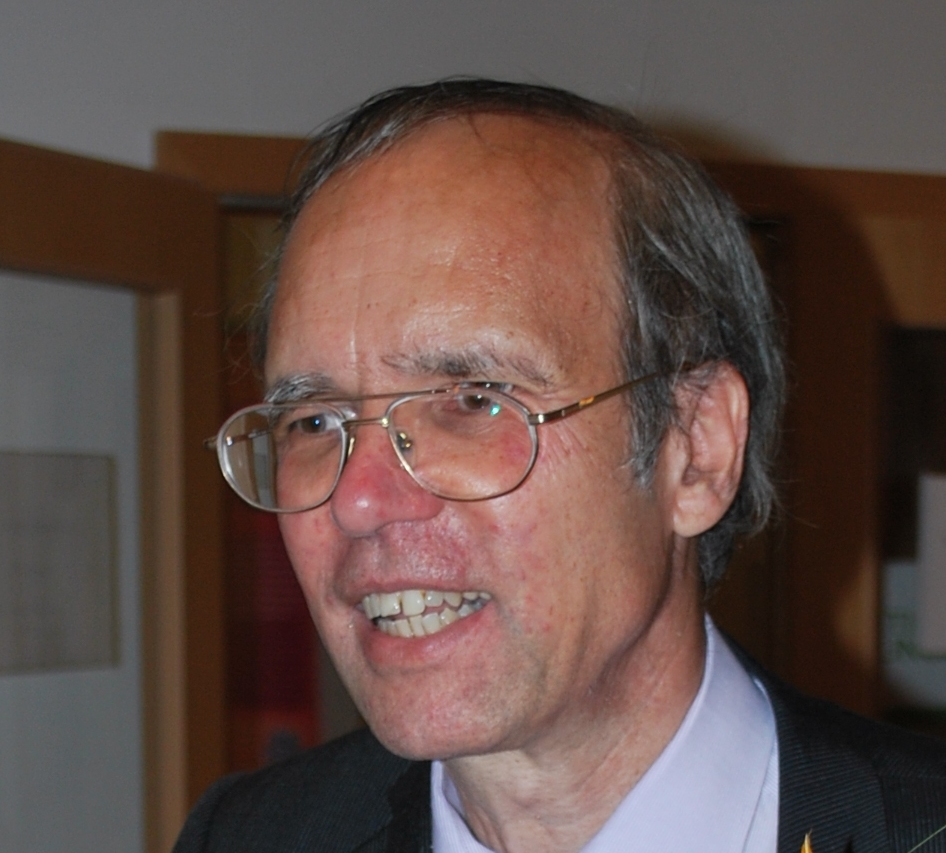
Ing. Aleš Brožek (Vexillon 1997)

Mezi vyznamenané patří i dva čeští vexilologové: Aleš Brožek a Petr Exner.
- Bruce Nicolls, 1989
- William G. Crampton, 1991
- María José Sastre y Arribas, 1993
- Frederick G. Brownell, 1995
- Aleš Brožek, 1997[3]
- Donald T. Healy, 1999
- Armand Nöel du Payrat, 2001
- Alfred Znamierowski, 2003[4]
- Petr Exner, 2005[5]
- John M. Purcell, 2005
- Howard M. Madaus, 2007
 Whitney Smith, 2007
- Andries Burgers, 2009
- Anne M. Platoff, 2011
- Andreas Herzfeld, 2013
- Frederick G. Brownell, 2015
- Pierre-Jean Guionin, 2017
- Nozomi Kariyasu, 2019
- Roman Klimeš, 2022